# FK Sutjeska Nikšić
FK Sutjeska Nikšić (celým názvem Fudbalski klub Sutjeska Nikšić) je fotbalový klub z Černé Hory, z města Nikšić. Založen byl 5. září 1927, rok založení je i ve znaku klubu.
Jednou vyhrál nejvyšší soutěž Černé Hory (v sezóně 2012/13), načež vstoupil do Ligy mistrů 2013/14, kde ve 2. předkole vypadl s moldavským celkem FC Sheriff Tiraspol po remíze 1:1 venku a prohře 0:5 doma.
Klubové barvy jsou modrá a bílá.

## Úspěchy
- 5× vítěz černohorské ligy[5]: 2012/13, 2013/14, 2017/18, 2018/19, 2021/22
- 2× vítěz černohorského poháru[6]: 2016/17, 2022/23